# Matt Barkley
Matthew Montgomery Barkley (* 8. September 1990 in Newport Beach, Kalifornien) ist ein US-amerikanischer American-Football-Spieler auf der Position des Quarterbacks. Zuletzt spielte er für die Jacksonville Jaguars in der National Football League (NFL). Die meiste Zeit seiner Karriere in der NFL war er als Backup aktiv.

## Frühe Jahre
Barkley wuchs in Kalifornien auf und besuchte die Mater Dei High School in Santa Ana, Kalifornien. Dort war er in allen 4 Jahren Stammspieler als Quarterback. Er galt als einer der besten Quarterbacks seines Jahrgangs und wurde zum Gatorade National Player of the Year 2007 gewählt. Insgesamt konnte er den Ball für 9487 Yards und 79 Touchdowns werfen. Damit stellte er den Rekord für die meisten Passing Yards im Orange County von Todd Marinovich ein. Nach seinem Highschoolabschluss erhielt Barkley ein Stipendium der University of Southern California.

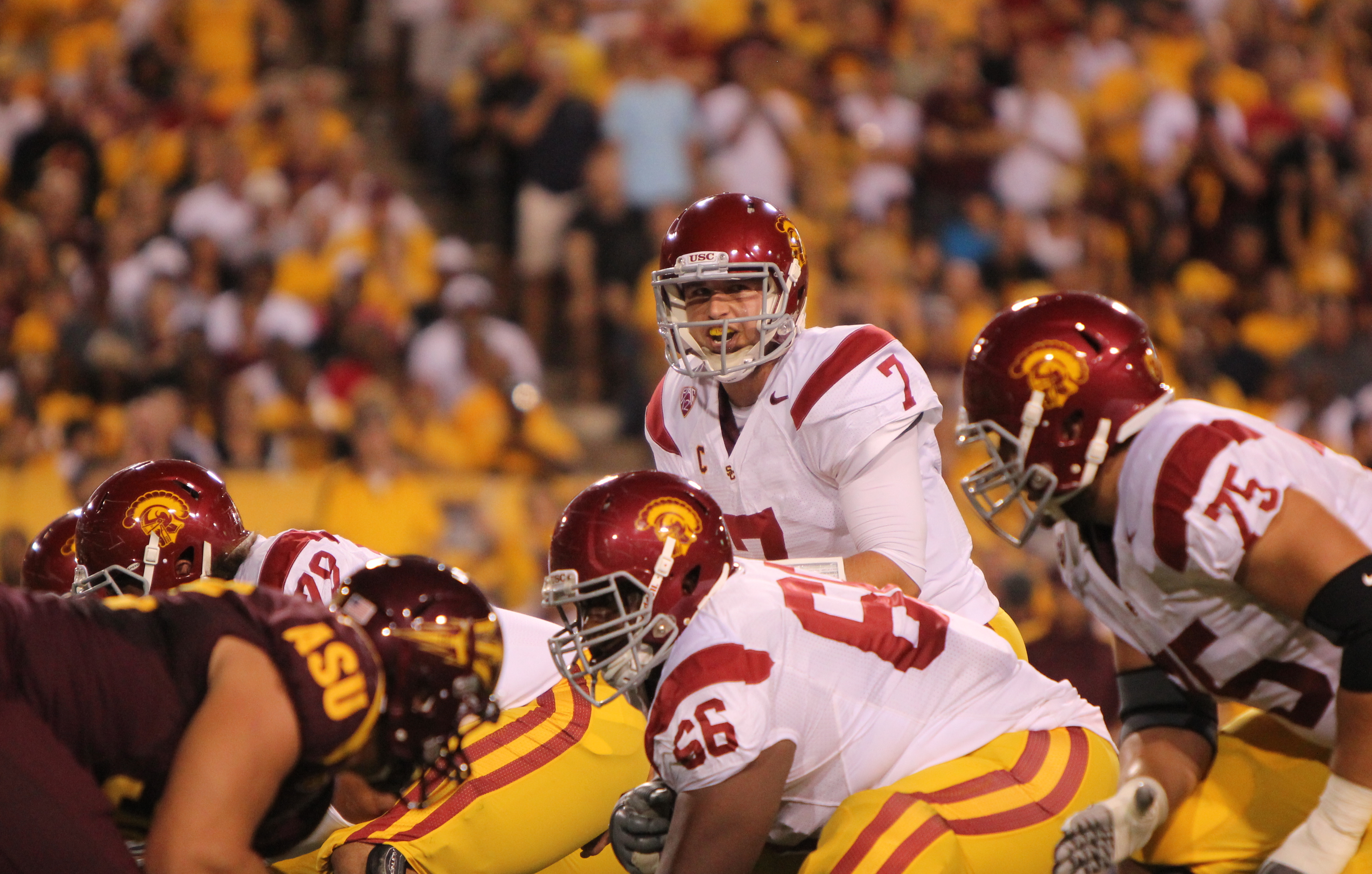
Matt Barkley (#7) für die USC Trojans (2011)

Auch dort wurde er direkt in seinem ersten Jahr Starting Quarterback. Er kam in allen zwölf Spielen zum Einsatz und warf den Ball für 2735 Yards und 15 Touchdowns, hatte dabei allerdings auch 14 Interceptions. Seine beste Leistung zeigte er in seinem dritten Jahr, als er in zwölf Spielen den Ball für 3528 Yards und 39 Touchdowns warf, und das bei nur 7 Interceptions. Er entschied sich jedoch, nicht am NFL Draft 2012 teilzunehmen und stattdessen ein weiteres Jahr an der USC zu bleiben, obwohl Experten glaubten, dass er in der 1. Runde ausgewählt werden würde. Auch in dem Jahr spielte er als Starter und galt zu Saisonbeginn sogar als Favorit für die Heisman Trophy. Allerdings verletzte sich Barkley zum Ende der Saison an der Schulter. Insgesamt kam er für die USC in 47 Spielen zum Einsatz, warf den Ball für 12.327 Yards und 116 Touchdowns bei 48 Interceptions.

## NFL

### Philadelphia Eagles
Beim NFL Draft 2013 wurde Barkley in der 4. Runde an 98. Stelle von den Philadelphia Eagles ausgewählt. Zu Beginn der Saison war er Backup hinter Nick Foles und Michael Vick, die beide auch schon in der vorherigen Saison um die Rolle des Starting Quarterbacks gekämpft hatten. Sein Debüt in der NFL gab er am 7. Spieltag der Saison 2013 bei der 3:17-Niederlage gegen die Dallas Cowboys. Er ersetzte dabei Nick Foles zu Beginn des 4. Quarters, da dieser sich eine Verletzung am Kopf zugezogen hatte. Allerdings warf Barkley in seinem Debüt 3 Interceptions. Nichtsdestotrotz hatte er auch an den beiden folgenden Spieltagen noch Kurzeinsätze. In der Saison 2014 war er Backup hinter Nick Foles und Mark Sanchez, hatte aber nur noch einen Kurzeinsatz am 10. Spieltag beim 45:21-Sieg gegen die Carolina Panthers, als er kurz vor Spielende eingesetzt wurde. Das Spiel war zu dem Zeitpunkt jedoch längst entschieden.

### Arizona Cardinals (1. Mal)
Daraufhin wurde Barkley am 4. September 2015 zu den Arizona Cardinals im Tausch gegen einen Siebtrundendraftpick abgegeben. Dort kam er allerdings in keinem Spiel zum Einsatz, stand aber mehrfach im Kader. Am 3. September 2016 wurde er von den Cardinals entlassen.

### Chicago Bears
Daraufhin unterschrieb er einen Vertrag bei den Chicago Bears, zunächst in deren Practice Squad. Am 22. September 2016 wurde er in den Spieltagskader aufgenommen. Sein Debüt für die Bears gab er am 7. Spieltag bei der 10:26-Niederlage gegen die Green Bay Packers, bei der er 2 Interceptions warf. Nachdem sich die beiden Quarterbacks Jay Cutler und Brian Hoyer im Verlauf der Saison verletzten, wurde Barkley am 12. Spieltag beim Spiel gegen die Tennessee Titans erstmals Starter in der NFL. Das Spiel ging zwar mit 21:27 verloren, aber Barkley konnte seinen ersten Touchdownpass in der NFL werfen. Insgesamt kam er auf 3 Touchdowns bei 2 Interceptions. In der Woche darauf führte er sein Team zum 26:6-Sieg gegen die San Francisco 49ers. Daraufhin blieb er der Starting Quarterback der Bears für die restliche Saison 2016. So konnte er bei der 27:30-Niederlage gegen die Green Bay Packers am 15. Spieltag den Ball für 362 Yards werfen, bis dato seine Karrierehöchstleistung. Dabei erreichte er auch 2 Touchdowns bei drei Interceptions. Am darauffolgenden Spieltag warf er den Ball bei der 21:41-Niederlage gegen die Washington Redskins für 323 Yards bei 2 Touchdowns und 5 Interceptions, die meisten seiner Karriere. Auch am letzten Spieltag kam er als Starter zum Einsatz und warf bei der 38:10-Niederlage gegen die Minnesota Vikings 2 Interceptions, jedoch konnte er nach einem Trickspielzug einen Touchdownpass von Wide Receiver Cameron Meredith fangen. Es ist der bislang einzige Touchdownpass, den er selbst gefangen hat. In den sieben Spielen für die Bears konnte er den Ball für 1611 Yards und 8 Touchdowns werfen, hatte dabei aber auch 14 Interceptions. Nach der Saison wurde er ein Free Agent.

### San Francisco 49ers
Am 10. März 2017 unterschrieb er einen Vertrag über zwei Jahre bei den San Francisco 49ers. Allerdings wurde er schon am 1. September 2017 wieder entlassen, nachdem er in der Preseason nicht überzeugen und sich nicht gegen die anderen Quarterbacks (Brian Hoyer und C. J. Beathard) durchsetzen konnte.

### Arizona Cardinals (2. Mal)
Barkley unterschrieb daraufhin am 13. November 2017 einen Vertrag bei seinem alten Team, den Arizona Cardinals. Dort kam er allerdings erneut nicht zum Einsatz und wurde nach der Saison ein Free Agent.

### Cincinnati Bengals
Am 17. März 2018 unterschrieb er einen Vertrag über zwei Jahre bei den Cincinnati Bengals. Am 1. September 2018 wurde er jedoch mit einer Knieverletzung auf die Injured Reserve List gesetzt und am 12. September 2018 deswegen schließlich entlassen.

### Buffalo Bills
Daraufhin unterschrieb er am 31. Oktober 2018 bei den Buffalo Bills. Nachdem sich der eigentliche Starter als Quarterback, Josh Allen, verletzt hatte, gab er am 10. Spieltag der Saison 2018 sein Debüt für die Bills. Beim 41:10-Sieg gegen die New York Jets stand er direkt in der Startformation und konnte den Ball für 232 Yards und 2 Touchdowns werfen, ohne intercepted zu werden. Nichtsdestotrotz blieb das Spiel sein einziges für die Bills in dieser Saison. In der Saison 2019 kam er in zwei Spielen, in der Saison 2020 in fünf Spielen zum Einsatz. Dabei war er jedoch nicht erneut Starter und sollte meistens Josh Allen entlasten. Dabei konnte er bis zum Ende der Saison 2020 3 Touchdowns bei 4 Interceptions für die Bills werfen.

### Tennessee Titans
Im August 2021 nahmen die Tennessee Titans Barkley unter Vertrag. Er konnte sich nicht gegen Logan Woodside als Backup für Ryan Tannehill durchsetzen und wurde daher im Rahmen der Kaderverkleinerung auf 53 Spieler zu Saisonbeginn entlassen. Anschließend wurde er in den Practice Squad aufgenommen.

### Carolina Panthers
Nach einer Verletzung ihres Starting-Quarterbacks Sam Darnold nahmen die Carolina Panthers Barkley vor dem 10. Spieltag der Saison 2021 für ihren aktiven Kader unter Vertrag. Am 28. Dezember wurde er von den Panthers entlassen.

### Atlanta Falcons
Daraufhin wurde er am 29. Dezember von den Atlanta Falcons über die Waiver-Liste verpflichtet. Auch dort kam er, wie bereits bei den Titans und den Panthers, jedoch nicht zum Einsatz.

### Buffalo Bills (2. Mal)
Am 21. März 2022 nahmen die Buffalo Bills Barkley unter Vertrag. Er schaffte es nicht in den 53-Mann-Kader für die Regular Season und wurde anschließend in den Practice Squad der Bills aufgenommen. In der Saison 2022 kam er jedoch für die Bills zu keinem Einsatz. In der Vorbereitung auf die Saison 2023 konkurrierte er mit Kyle Allen um die Position als Backup von Josh Allen. Er wurde allerdings vor Beginn der Saison auf die Injured Reserve List gesetzt und einigte sich anschließend mit den Bills auf eine Auflösung seines Vertrags.

### New York Giants
Am 8. November 2023 nahmen die New York Giants Barkley infolge der Ausfälle von Daniel Jones und Tyrod Taylor für ihren aktiven Kader unter Vertrag, bereits kurz zuvor hatten sie ihn in ihren Practice Squad aufgenommen. Später kehrte er wieder in den Practice Squad zurück, kam für die Giants jedoch zu keinem Einsatz.

### Jacksonville Jaguars
Am 26. Dezember 2023 nahmen die Jacksonville Jaguars Barkley unter Vertrag. Dort kam er beim 26:0-Sieg gegen die Carolina Panthers zum ersten Mal seit 2020 wieder zu einem Einsatz in der NFL, bei dem er mit dem Ball insgesamt dreimal laufen konnte. Nach der Saison wurde Barkley erneut ein Free Agent.

## Karrierestatistiken
| Legende | Legende            |
| ------- | ------------------ |
| Fett    | Karrierehöchstwert |

| Saison                             | Team             | Spiele | Spiele      | Geworfen     | Geworfen     | Geworfen     | Geworfen     | Geworfen     | Geworfen     | Geworfen     | Geworfen     | Gelaufen     | Gelaufen     | Gelaufen     | Gelaufen     | Sacks        | Sacks        | Fumbles      | Fumbles      |
| Saison                             | Team             | Gesamt | als Starter | Pässe        | Versuche     | %            | Yards        | Avg          | TD           | Int          | Rating       | Versuche     | Yards        | Avg          | TD           | Anzahl       | Yards        | Anzahl       | verlorene    |
| ---------------------------------- | ---------------- | ------ | ----------- | ------------ | ------------ | ------------ | ------------ | ------------ | ------------ | ------------ | ------------ | ------------ | ------------ | ------------ | ------------ | ------------ | ------------ | ------------ | ------------ |
| 2013                               | Eagles           | 3      | 0           | 30           | 49           | 61,2         | 300          | 6,1          | 0            | 4            | 44,6         | 2            | −2           | −1,0         | 0            | 3            | 24           | 3            | 2            |
| 2014                               | Eagles           | 1      | 0           | 0            | 1            | 0,0          | 0            | 0,0          | 0            | 0            | 39,6         | 3            | 0            | 0            | 0            | 0            | 0            | 0            | 0            |
| 2015                               | Cardinals        | 0      | 0           | Ohne Einsatz | Ohne Einsatz | Ohne Einsatz | Ohne Einsatz | Ohne Einsatz | Ohne Einsatz | Ohne Einsatz | Ohne Einsatz | Ohne Einsatz | Ohne Einsatz | Ohne Einsatz | Ohne Einsatz | Ohne Einsatz | Ohne Einsatz | Ohne Einsatz | Ohne Einsatz |
| 2016                               | Bears            | 7      | 6           | 129          | 216          | 59,7         | 1.611        | 7,5          | 8            | 14           | 68,3         | 7            | 2            | 0,3          | 0            | 6            | 43           | 4            | 2            |
| 2017                               | Cardinals        | 0      | 0           | Ohne Einsatz | Ohne Einsatz | Ohne Einsatz | Ohne Einsatz | Ohne Einsatz | Ohne Einsatz | Ohne Einsatz | Ohne Einsatz | Ohne Einsatz | Ohne Einsatz | Ohne Einsatz | Ohne Einsatz | Ohne Einsatz | Ohne Einsatz | Ohne Einsatz | Ohne Einsatz |
| 2018                               | Bengals          | 0      | 0           | Ohne Einsatz | Ohne Einsatz | Ohne Einsatz | Ohne Einsatz | Ohne Einsatz | Ohne Einsatz | Ohne Einsatz | Ohne Einsatz | Ohne Einsatz | Ohne Einsatz | Ohne Einsatz | Ohne Einsatz | Ohne Einsatz | Ohne Einsatz | Ohne Einsatz | Ohne Einsatz |
| 2018                               | Bills            | 1      | 1           | 15           | 25           | 60,0         | 232          | 9,3          | 2            | 0            | 117,4        | 3            | −2           | −0,7         | 0            | 1            | 8            | 0            | 0            |
| 2019                               | Bills            | 2      | 0           | 27           | 51           | 52,9         | 359          | 7,0          | 0            | 3            | 51,0         | 2            | −4           | −2,0         | 0            | 2            | 10           | 3            | 1            |
| 2020                               | Bills            | 5      | 0           | 11           | 21           | 52,4         | 197          | 9,4          | 1            | 1            | 80,9         | 6            | −6           | −1,0         | 0            | 1            | 7            | 0            | 0            |
| 2021                               | Panthers         | 0      | 0           | Ohne Einsatz | Ohne Einsatz | Ohne Einsatz | Ohne Einsatz | Ohne Einsatz | Ohne Einsatz | Ohne Einsatz | Ohne Einsatz | Ohne Einsatz | Ohne Einsatz | Ohne Einsatz | Ohne Einsatz | Ohne Einsatz | Ohne Einsatz | Ohne Einsatz | Ohne Einsatz |
| 2021                               | Falcons          | 0      | 0           | Ohne Einsatz | Ohne Einsatz | Ohne Einsatz | Ohne Einsatz | Ohne Einsatz | Ohne Einsatz | Ohne Einsatz | Ohne Einsatz | Ohne Einsatz | Ohne Einsatz | Ohne Einsatz | Ohne Einsatz | Ohne Einsatz | Ohne Einsatz | Ohne Einsatz | Ohne Einsatz |
| 2022                               | Bills            | 0      | 0           | Ohne Einsatz | Ohne Einsatz | Ohne Einsatz | Ohne Einsatz | Ohne Einsatz | Ohne Einsatz | Ohne Einsatz | Ohne Einsatz | Ohne Einsatz | Ohne Einsatz | Ohne Einsatz | Ohne Einsatz | Ohne Einsatz | Ohne Einsatz | Ohne Einsatz | Ohne Einsatz |
| 2023                               | Giants           | 0      | 0           | Ohne Einsatz | Ohne Einsatz | Ohne Einsatz | Ohne Einsatz | Ohne Einsatz | Ohne Einsatz | Ohne Einsatz | Ohne Einsatz | Ohne Einsatz | Ohne Einsatz | Ohne Einsatz | Ohne Einsatz | Ohne Einsatz | Ohne Einsatz | Ohne Einsatz | Ohne Einsatz |
| 2023                               | Jaguars          | 1      | 0           | 0            | 0            | 0            | 0            | 0,0          | 0            | 0            | –            | 3            | −3           | −1,0         | 0            | 0            | 0            | 0            | 0            |
| Gesamte Karriere                   | Gesamte Karriere | 20     | 7           | 212          | 363          | 58,4         | 2.699        | 7,4          | 11           | 22           | 66,6         | 26           | −15          | −0,6         | 0            | 13           | 92           | 10           | 5            |
| Quelle: pro-football-reference.com |                  |        |             |              |              |              |              |              |              |              |              |              |              |              |              |              |              |              |              |